# テヴィン・キャンベル
テヴィン・キャンベル（Tevin Campbell、1976年11月12日 - ）は、アメリカのシンガーソングライター。
幼い頃から地元の教会でゴスペルをパフォーマンスしていた。1988年にジャズ・ミュージシャンのボビー・ハンフリーのオーディションを受けた後、キャンベルはワーナー・ブラザース・レコードと契約した。1989年、キャンベルはクインシー・ジョーンズのアルバム『バック・オン・ザ・ブロック』収録の「Tomorrow」でリード・ボーカルを担当し、プラチナ・セールスを記録したデビュー・アルバム『T.E.V.I.N.』をリリースした。このアルバムには、Billboard Hot 100で6位に達するという現在までで最高のチャートを記録したシングル「テル・ミー (Tell Me What You Want Me to Do)」が収録されていた。このデビュー・アルバムには、シングル「Alone With You」（AL B.シュア!とカイル・ウェストのプロデュース、バック・ボーカルはK-CiとJODECIのJoJoが担当)、そして「Goodbye」も収録している。
1993年にリリースされたダブル・プラチナ・セールスとなったセカンド・アルバム『アイム・レディ』には、ベイビーフェイスが書いた2つの高チャート曲が収録されていた。「きみに聞いてほしいことがある (Can We Talk)」はHot 100で9位、ビルボードR&Bチャートで1位を記録し、アルバムのタイトル・トラック「アイム・レディ (I'm Ready)」もHot 100で9位を記録した。彼の3枚目のアルバム『バック・トゥ・ザ・ワールド』は、最初の2枚のリリースほど商業的にも批評的にも成功しなかった。4枚目で最新のアルバム『テヴィン・キャンベル』は、1999年にリリースされたが、ビルボードのアルバム・チャートでのパフォーマンスは低調であった。
音楽とは別に、キャンベルはプリンスの映画『プリンス/パープル・レイン』の続編にあたる『グラフィティ・ブリッジ』に出演することで俳優としてのキャリアを開始している。その後も、テレビ番組『The Fresh Prince of Bel-Air』や『モエシャ』にゲスト出演し、ディズニーの『グーフィー・ムービー ホリデーは最高!!』で架空のポップ・スターであるパワーラインの声を担当し、2005年にはブロードウェイのミュージカル『ヘアスプレー』でシーウィード役を演じた。
キャンベルはグラミー賞に5回ノミネートされ、アメリカレコード協会によると、アメリカで500万枚のレコードを販売したことが認定されている。

## ディスコグラフィ

### スタジオ・アルバム
- 『T.E.V.I.N.』 - T.E.V.I.N. (1991年、Qwest/Warner Bros.)
- 『アイム・レディ』 - I'm Ready (1993年、Qwest/Warner Bros.)
- 『バック・トゥ・ザ・ワールド』 - Back to the World (1996年、Qwest/Warner Bros.)
- 『テヴィン・キャンベル』 - Tevin Campbell (1999年、Qwest/Warner Bros.)

### EP
- 『いつも心にきみがいて〜ホールズ・オブ・デザイアEP』 - The Halls of Desire EP (1994年、Qwest/Warner Bros.)

### コンピレーション・アルバム
- 『ギフト・フロム・テヴィン』 - Gift from Tevin (1994年、Qwest/Warner Bros.)
- 『ベスト・オブ・テヴィン・キャンベル』 - The Best of Tevin Campbell (2001年、Qwest)